# Léon Hatot
Léon Hatot (Châtillon-sur-Seine, 22 de abril de 1883 - 11 de septiembre de 1953) fue un relojero y joyero francés. La empresa que fundó con su nombre fue absorbida por el Grupo Swatch en 1999. La marca no llegó a utilizarse en productos comerciales del grupo, aunque sigue siendo de su propiedad. 

## Semblanza
Hatot estudió de 1895 a 1898 en la escuela de relojería Besanzón y luego en la Escuela de Bellas Artes de la ciudad. En 1905 abrió una tienda en Besançon y comenzó a producir y grabar cajas de relojes de metales preciosos. En 1911 se trasladó a París para hacerse cargo de la "Maison Bredillard", manteniendo su taller en Besançon. A partir de 1919 fundó una empresa para producir relojes que funcionaban con pilas. En 1923 comenzó a producir relojes ATO  con Marius Lavet. En 1925, Hatot ganó el Gran Premio Exposición Internacional de Artes Decorativas e Industrias Modernas con una serie de relojes eléctricos estilo Art déco. Fue nombrado Caballero de la Légion d'honneur.
Hatot fue uno de los miembros fundadores de la Sociedad Cronométrica Francesa.
Su empresa, Léon Hatot S.A., pasó a formar parte del Grupo Swatch en el año 1999, si bien la marca como tal no figura en la relación de compañías del grupo.